# Allenfeld

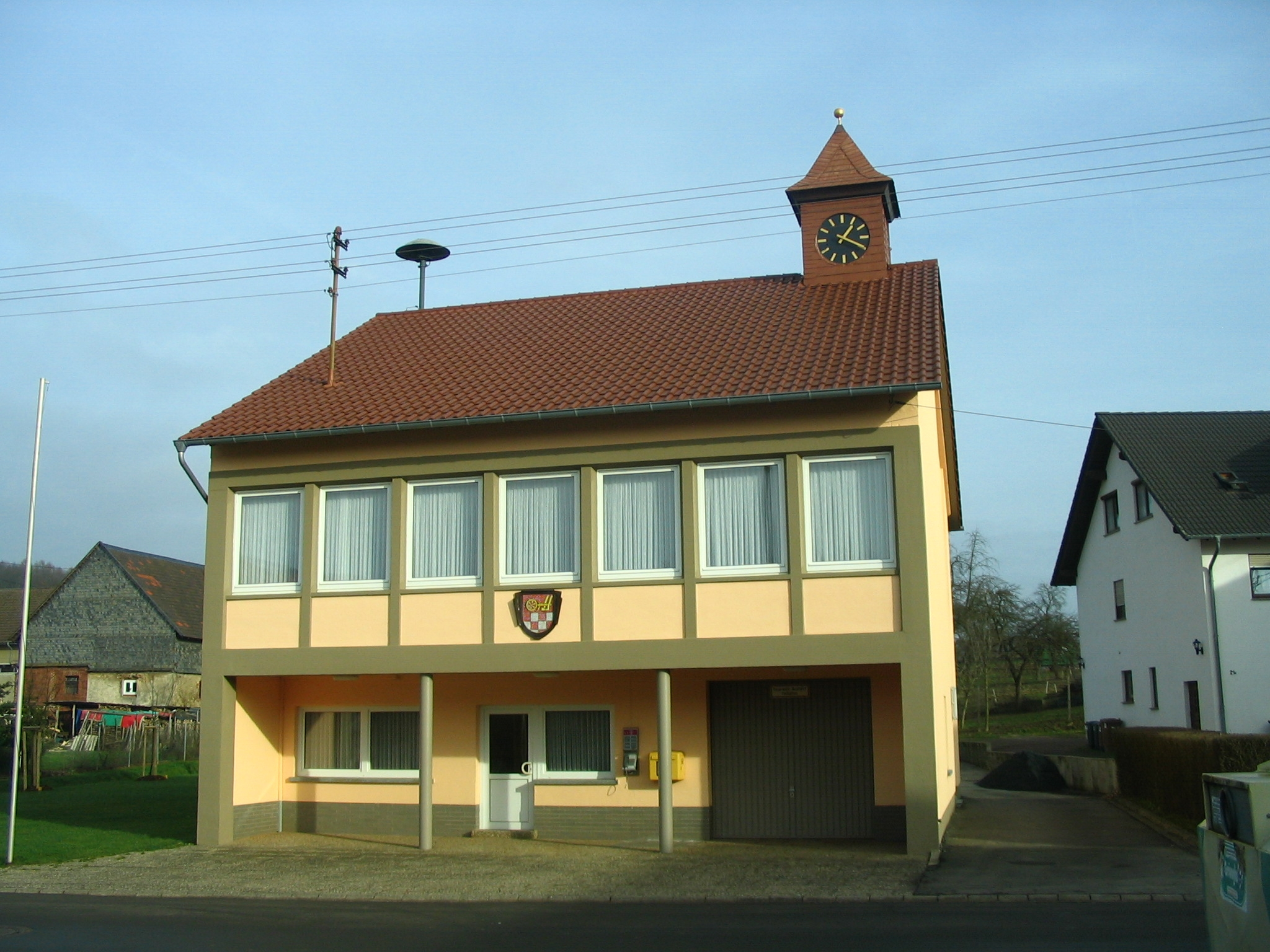
Gemeindehaus in der Ortsmitte

Allenfeld ist eine Ortsgemeinde im Landkreis Bad Kreuznach in Rheinland-Pfalz. Sie gehört der Verbandsgemeinde Rüdesheim an.

## Geographie
Allenfeld liegt im südlichen Hunsrück, zwischen dem Soonwald und dem Gauchswald.

## Geschichte
Der Ort wurde im Jahr 1438 als Aldenfeld erstmals urkundlich erwähnt.
Allenfeld gehörte zur Hinteren Grafschaft Sponheim und wurde bei der Teilung der sponheimischen Besitzungen im Jahr 1776 der Markgrafschaft Baden zugeordnet. Nach der Einnahme des Linken Rheinufers durch französische Revolutionstruppen (1794) gehörte der Ort von 1798 bis 1814 zum Kanton Stromberg im Rhein-Mosel-Departement. Aufgrund der auf dem Wiener Kongress getroffenen Vereinbarungen kam die Region und damit auch Allenfeld 1815 zum Königreich Preußen und wurde 1816 dem Kreis Kreuznach im Regierungsbezirk Koblenz zugeordnet, der von 1822 an zur Rheinprovinz gehörte.
Bevölkerungsentwicklung
Die Entwicklung der Einwohnerzahl von Allenfeld, die Werte von 1871 bis 1987 beruhen auf Volkszählungen:
| Jahr | Einwohner |
| 1815 | 177       |
| 1835 | 204       |
| 1871 | 189       |
| 1905 | 175       |
| 1939 | 141       |
| 1950 | 149       |

| Jahr | Einwohner |
| 1961 | 142       |
| 1970 | 149       |
| 1987 | 142       |
| 1997 | 197       |
| 2005 | 193       |
| 2023 | 203       |

## Politik

### Bürgermeister
Ortsbürgermeister ist Florian Keller (parteilos). Da sich für die Kommunalwahl am 26. Mai 2019 kein Bewerber gefunden hatte, wurde er vom Gemeinderat gewählt und ist damit Nachfolger von Bernd Rohr, der nicht erneut kandidiert hatte. Bei der Direktwahl am 9. Juni 2024 wurde Keller mit 92,0 % der Stimmen ohne Gegenkandidaten in seinem Amt bestätigt. Die Wahlbeteiligung lag bei 77,9 %.

## Kultur und Sehenswürdigkeiten
Ein Höhepunkt ist der Radweg auf den Strecken der ehemaligen Kreuznacher Kleinbahnen, welcher sich auf der einen Seite den Gräfenbach entlang schlängelt und auf der anderen Seite das Ellerbachtal entlang führt. Dieser Radweg findet in Allenfeld seinen höchsten Punkt auf etwa 370 m ü. NHN.
An diesem Scheitelpunkt findet man auch die alte Allenfelder Kelter, in der früher das Streuobst der umliegenden Felder gekeltert und zu Most verarbeitet wurde.
Siehe auch: Liste der Kulturdenkmäler in Allenfeld

## Persönlichkeiten
Jakob Kessel (* 4. Februar 1881 in Allenfeld; † 11. Juni 1965 in Alzey), Reichsbahnoberinspektor und Politiker